# Ursula Lehr
Ursula Maria Lehr (nata Leipold; Francoforte, 5 giugno 1930 – Bonn, 25 aprile 2022) è stata una docente, politica e gerontologa tedesca, la prima professoressa di gerontologia in Germania, con una cattedra all'Università di Heidelberg dal 1986. Fu anche ministro federale della gioventù, della famiglia, delle donne e della sanità dal 1988 al 1991, membro del Bundestag dal 1990 al 1994 quando lasciò la vita politica. Nel 1995 fondò il Centro tedesco per la ricerca sull'invecchiamento (DZFA) dell'Università di Heidelberg e dal 2009 al 2015 fu a capo dell'Associazione nazionale tedesca delle organizzazioni degli anziani (BAGSO).

## Biografia
Ursula Maria Leipold nacque a Francoforte il 5 giugno 1930;  suo padre era un banchiere e crebbe con due fratelli più piccoli.  Conseguì la maturità presso il liceo femminile di Offenbach sul Meno e sempre quell'anno, a 19 anni, si sposò con Helmut Lehr;  suo marito lavorava per un gruppo della CDU/CSU. Iniziò gli studi di germanistica, storia dell'arte e filosofia presso l'Università di Francoforte. Quando Bonn divenne la capitale della Germania Ovest, suo marito dovette trasferirsi e lei continuò così i suoi studi all'Università di Bonn nel 1950, ma focalizzandoli sulla psicologia e sugli studi tedeschi.  Nel 1954 ottenne il dottorato, con Hans Thomae e discutendo una tesi, "Beiträge zur Psychologie der Periodik im kindlichen Verhalten" ("Contributi alla psicologia della periodicità nel comportamento infantile"), sugli studi psicologici dei bambini. Lavorò poi come assistente di ricerca presso l'Istituto di Psicologia dell'Università di Bonn.

### Carriera accademica
Nel 1972 fu nominata professore ordinario alla cattedra di Pedagogia e Psicologia dell'Educazione presso l'Università di Colonia. Quell'anno scrisse il suo libro fondamentale, Psychologie des Alterns ("Psicologia dell'invecchiamento"), basato sulla premessa che l'invecchiamento è un processo di apprendimento e adattamento permanente. Ciò la rese una pioniera della gerontologia. Nel 1975 accettò l'incarico di professoressa di psicologia presso l'Università di Bonn. Nel 1986 accettò l'offerta dell'Università di Heidelberg per la prima cattedra tedesca di gerontologia, lo studio scientifico dell'invecchiamento. Uno dei suoi primi dipendenti fu Andreas Kruse, che divenne il successore di Lehr ad Heidelberg.
Alla fine del 1998 Lehr lasciò la cattedra ad Heidelberg, in quanto dal 1997 (e lo sarà sino al 1999) Lehr fu presidente della Società tedesca di gerontologia e geriatria. Era considerata una “gerontologa della prima ora” e fonte di ispirazione per due generazioni di professori universitari tedeschi in questo campo. Lavorò anche a livello internazionale. Quell'anno scrisse il suo libro fondamentale, Psychologie des Alterns ("Psicologia dell'invecchiamento"), basato sulla premessa che l'invecchiamento è un processo di apprendimento e adattamento permanente. Ciò la rese una pioniera della gerontologia.
Tornò a Bonn nel 1976, alla nuova facoltà di psicologia dello sviluppo. Fu consigliera di Lothar Späth, allora ministro-presidente del Baden-Württemberg, che la fece chiamare alla prima cattedra di gerontologia in Germania, presso l'Università di Heidelberg. L'istituto ha iniziato ad insegnare la gerontologia nel 1987.

### Carriera politica
Lehr aderì all'Unione Cristiano-Democratica (CDU) nel 1986.  Nel 1988, il cancelliere Helmut Kohl le offrì il Ministero federale della famiglia, degli anziani, delle donne e della gioventù, sperando che migliorasse la situazione degli anziani sulla base della sua ricerca scientifica. Mentre era in carica, si impegnò nei diritti delle donne e nell'educazione precoce e riconobbe abbastanza presto i problemi di una società che invecchia. Si dimise nel dicembre 1990 a causa delle dure critiche. Fece parte del Bundestag dal 1990 al 1994.

### Anni successivi
Dopo aver lasciato la politica, Lehr tornò a fare l'insegnante. Nel 1995, fu la fondatrice del Centro tedesco per la ricerca sull'invecchiamento (DZFA, Deutsches Zentrum für Alternsforschung) dell'Università di Heidelberg, e lo diresse fino al 1998. Fu anche presidente della società tedesca di gerontologia e geriatria dal 1997 al 1998. Nel 2009 venne eletta a capo dell'Associazione nazionale tedesca delle organizzazioni degli anziani (BAGSO), fu rieletta alla carica nel 2012 per altri tre anni e nel periodo successivo fu vicepresidente. Successivamente fu presidente onoraria del BAGSO.
Lehr morì a Bonn il 25 aprile 2022 all'età di 91 anni.

## Vita privata
Lehr si sposò due volte; la prima conl'avvocato Gernot Lehr. Dopo la morte del primo marito, sposò lo psicologo e gerontologo Hans Thomae. Ebbe due figli.

## Premi e riconoscimenti
- 1987 - Croce Federale al Merito di 1ª Classe
- 1988 - Dottorato onorario dell'Università di Friburgo (Svizzera)
- 1994 - Membro corrispondente dell'Accademia austriaca delle scienze[10]
- 1995 - Gran Croce al Merito
- 1998 - Membro corrispondente dell'Accademia delle scienze sassone[11]
- 1999 - Medaglia al merito dello stato del Baden-Württemberg
- 2006 - Premio Ignatius Nasher 2006 della Città di Vienna
- 2009 - Dottorato onorario presso l'Università di Vechta
- 2014 - Grande Croce al Merito con Stella
- 2016 - Ordine al merito dell'Assia 2016[12]
- 2019 - Ordine al merito dello Stato 2019 Nord Reno-Westfalia[13]
- 2021 - Premio ConSocial Science 2021 alla carriera

## Opere
- Die Frau im Beruf. Eine psychologische Analyse der weiblichen Berufsrolle, Athenäum, Frankfurt am Main/Bonn 1969
- Psychologie des Alterns, Quelle und Meyer, Heidelberg 1972 (Wiebelsheim 2007), 11 edizioni ISBN 978-3-494-01432-6
- Die Rolle der Mutter in der Sozialisation des Kindes, Steinkopff, Darmstadt 1974 ISBN 3-7985-0414-8
- Psychosoziale Korrelate der Langlebigkeit (insieme a Reinhard Schmitz-Scherzer), Acta Gerontologica 1974 p 261–268
- Zur Situation der älter werdenden Frau. Bestandsaufnahme und Perspektiven bis zum Jahr 2000, Beck, München 1987 ISBN 3-406-32226-3